# 库朗日莱讷韦尔
库朗日莱讷韦尔（法語：Coulanges-lès-Nevers，法語發音：[kulɑ̃ʒ lɛ nəvɛʁ]，意为“讷韦尔附近的库朗日”），在当地可简称为库朗日，是法国涅夫勒省的一个市镇，位于该省西部，属于讷韦尔区和讷韦尔城市圈公共社区，其市镇面积为10.8平方公里，2022年1月1日时人口数量为3678人。
库朗日莱讷韦尔是讷韦尔城市圈公共社区的组成部分，位于讷韦尔市区东北，是讷韦尔的一个近郊卫星城。

## 行政
库朗日莱讷韦尔的邮政编码为58660，INSEE市镇编码为58088。

## 地理

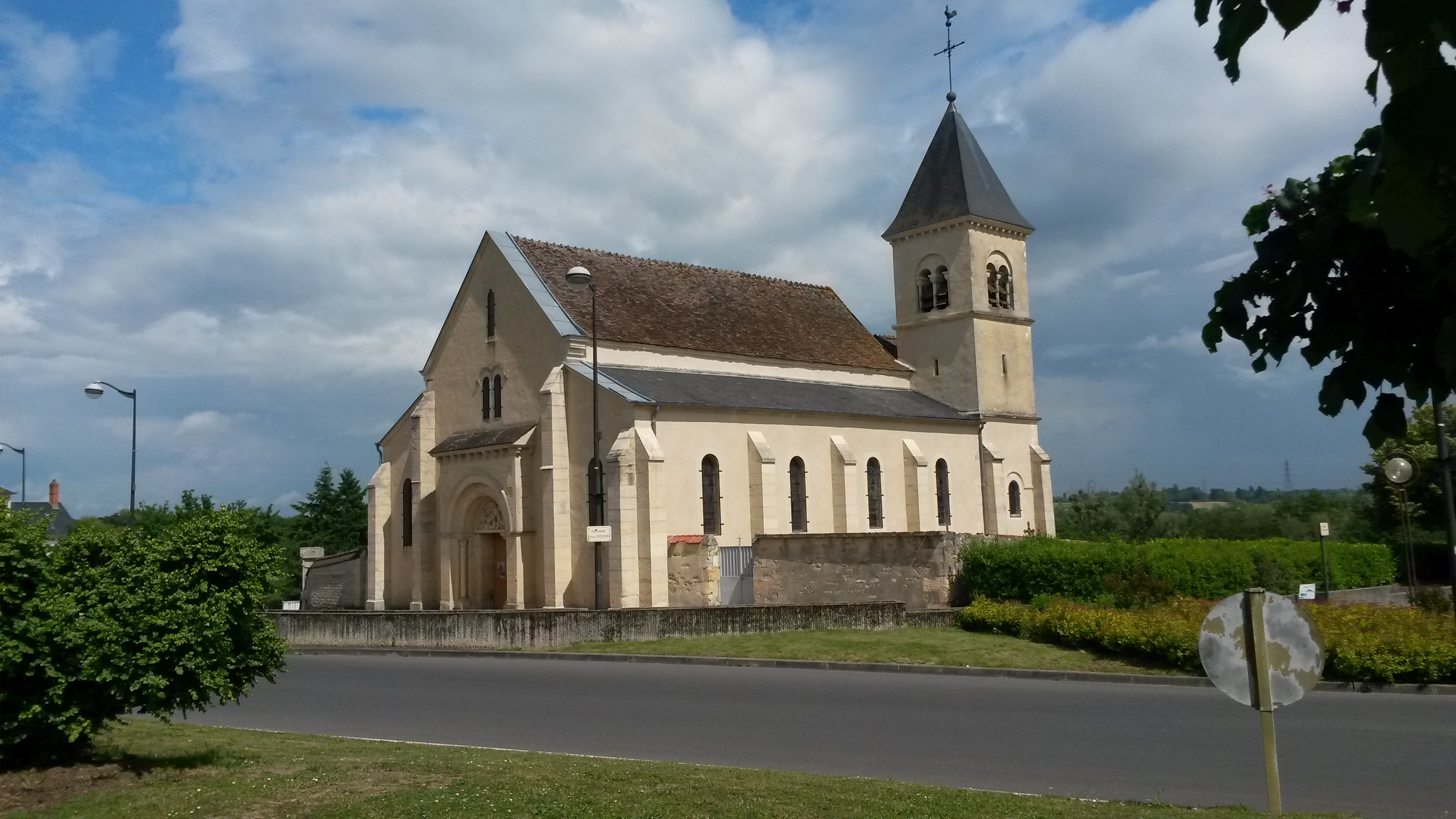
圣泰奥多尔教堂

库朗日莱讷韦尔（47°0'19"N, 3°11'12"E）位于法国中部，勃艮第-弗朗什-孔泰大区西部和涅夫勒省西南部，距离省会讷韦尔大约3公里。
与库朗日莱讷韦尔接壤的市镇包括：于尔济、圣埃卢瓦、蒙蒂尼欧萨莫涅、讷韦尔、圣马丹德耶、瓦雷讷-沃泽勒。
库朗日莱讷韦尔境内地势平坦，海拔在175至242米之间。
涅夫勒河干流自东北向西南流经境内。
按照柯本气候分类法，库朗日莱讷韦尔属于较为典型的温带海洋性气候，全年温差较小，降水分布均匀。

## 交通
法国国家A77号高速公路和涅夫勒省省道D977线（快速公路）在境内交汇。此外省道D176线和D207线也经过库朗日莱讷韦尔境内。讷韦尔公交4路经过库朗日莱讷韦尔境内并设有站点。

## 人口
| 年份   | 1936  | 1946  | 1954  | 1962  | 1968  | 1975  | 1982  | 1990  | 1999  | 2006  | 2011  | 2016  | 2017  |
| ------ | ----- | ----- | ----- | ----- | ----- | ----- | ----- | ----- | ----- | ----- | ----- | ----- | ----- |
| 人口數 | 1 246 | 1 459 | 1 332 | 1 586 | 1 926 | 3 116 | 3 788 | 3 544 | 3 502 | 3 528 | 3 590 | 3 612 | 3 629 |